# Vladimir Motyl
Vladimir Yakovlevich Motyl (Lepiel, 26 de junho de 1927 – Moscou, 21 de fevereiro de 2010) foi um diretor de cinema e roteirista russo.